# Aleksej Semjonovič Smirnov
Aleksej Semjonovič Smirnov (rusko Алексе́й Семёнович Смирно́в), sovjetski častnik,  vojaški pilot in dvakratni heroj Sovjetske zveze, * 7. februar 1917, † 7. avgust 1987